# Home Nations (sport)
Les quatre provinces constitutives du Royaume-Uni, Angleterre, Ecosse, pays de Galles et Irlande du Nord sont désignées comme les Home Nations en anglais. Le terme est utilisé dans des contextes sportifs en particulier, car les quatre parties du pays ont souvent des fédérations sportives indépendantes, par exemple dans le football, qui s'affrontent au niveau international. Cependant, le contenu du terme peut varier légèrement dans certains sports : par exemple, il n'y a pas d'association distincte d'Irlande du Nord dans le rugby à XV, mais l'Irish Rugby Football Union représente à la fois l'Irlande du Nord et l'État d'Irlande. Dans de tels cas, toute l'Irlande est comptée parmi les Home Nations. Les athlètes des dépendances de la Couronne c'est-à-dire de l'Île de Man, de Jersey et de Guernesey peuvent concourir pour une nation d'origine de leur choix.
Le terme Home Nations a été inventé en particulier dans le football et le rugby à XV en relation avec le British Home Championship, également désigné comme le Home International Championship, qui se déroule chaque année de 1883 à 1984, puis qui est remplacé par le Tournoi des Six Nations après l'admission de la France (1910) et de l'Italie (2000).